# Línea 612 (Interurbanos Madrid)
La línea 612 de la red de autobuses interurbanos de Madrid une el intercambiador de Moncloa (Madrid) con Torrelodones.

## Características
Esta línea une a los habitantes de la urbanización Los Robles y el centro del pueblo de Torrelodones con el intercambiador de Moncloa, en Madrid y viceversa, con un recorrido que dura aproximadamente 30 minutos entre cabeceras.
La línea comparte gran parte de su recorrido con la línea 611, en concreto entre el intercambiador de Moncloa y la calle Camino de Valladolid en Torrelodones.
Algunas expediciones extienden su recorrido hasta la urbanización Parque Las Colinas, en Hoyo de Manzanares.
Circula por el carril Bus-VAO de la A-6 mientras esté abierto.
Siguiendo la numeración de líneas del CRTM, las líneas que circulan por el corredor 6 son aquellas que dan servicio a los municipios situados en torno a la A-6 y comienzan con un 6. Aquellas numeradas dentro de la decena 610 corresponden a aquellas que circulan por Torrelodones.
La línea no mantiene los mismos horarios todo el año, desde el 1 al 31 de agosto se reducen el número de expediciones de lunes a viernes laborables (sábados laborables, domingos y festivos tienen los mismos horarios todo el año), además de los días excepcionales vísperas de festivo y festivos de Navidad en los que los horarios también cambian y se reducen.
Está operada por Avanza Movilidad Integral mediante la concesión administrativa VCM-604 - Madrid – Cercedilla – Hoyo de Manzanares (Viajeros Comunidad de Madrid) del Consorcio Regional de Transportes de Madrid.

## Horarios

### 1 septiembre - 31 julio
| Lunes a viernes laborables                                                                                  |                                 |                                 |                                 |                                 |                                 |                                 |                                 |                                 |                                 |                                 |                                 |                                 |                                 |                                 |                                 |                                 |                                 |                                 |                                 |                                 |                                 |                                 |                                 |                                 |                                 |                                 |                                 |                                 |                                 |                                 |                                 |                                 |                                 |                                 |                                 |                                 |                                 |
| Madrid (Moncloa) > Torrelodones                                                                             | Madrid (Moncloa) > Torrelodones | Madrid (Moncloa) > Torrelodones | Madrid (Moncloa) > Torrelodones | Madrid (Moncloa) > Torrelodones | Madrid (Moncloa) > Torrelodones | Madrid (Moncloa) > Torrelodones | Madrid (Moncloa) > Torrelodones | Madrid (Moncloa) > Torrelodones | Madrid (Moncloa) > Torrelodones | Madrid (Moncloa) > Torrelodones | Madrid (Moncloa) > Torrelodones | Madrid (Moncloa) > Torrelodones | Madrid (Moncloa) > Torrelodones | Madrid (Moncloa) > Torrelodones | Madrid (Moncloa) > Torrelodones | Madrid (Moncloa) > Torrelodones | Madrid (Moncloa) > Torrelodones | Madrid (Moncloa) > Torrelodones | Torrelodones > Madrid (Moncloa) | Torrelodones > Madrid (Moncloa) | Torrelodones > Madrid (Moncloa) | Torrelodones > Madrid (Moncloa) | Torrelodones > Madrid (Moncloa) | Torrelodones > Madrid (Moncloa) | Torrelodones > Madrid (Moncloa) | Torrelodones > Madrid (Moncloa) | Torrelodones > Madrid (Moncloa) | Torrelodones > Madrid (Moncloa) | Torrelodones > Madrid (Moncloa) | Torrelodones > Madrid (Moncloa) | Torrelodones > Madrid (Moncloa) | Torrelodones > Madrid (Moncloa) | Torrelodones > Madrid (Moncloa) | Torrelodones > Madrid (Moncloa) | Torrelodones > Madrid (Moncloa) | Torrelodones > Madrid (Moncloa) | Torrelodones > Madrid (Moncloa) |
| 06 | 07                              | 08                              | 09                              | 10                              | 11                              | 12                              | 13                              | 14                              | 15                              | 16                              | 17                              | 18                              | 19                              | 20                              | 21                              | 22                              | 23                              | 00                              | 06                              | 07                              | 08                              | 09                              | 10                              | 11                              | 12                              | 13                              | 14                              | 15                              | 16                              | 17                              | 18                              | 19                              | 20                              | 21                              | 22                              | 23                              | 00                              |
| 30 55c | 20 45                           | 10 35 45                        | 15 35 50                        | 05 35                           | 25 55                           | 25 55                           | 25 55                           | 25c 55                          | 25 55                           | 30                              | 00 25 50                        | 25                              | 00 25 40                        | 00 30                           | 00 10 40                        | 40                              | 25                              | 40x                             | 00 30                           | 00 15c 45c                      | 10 30 55                        | 30 55                           | 20 45                           | 15 45                           | 15 45                           | 15 40                           | 10 40                           | 10c 45                          | 15 40                           | 05 40                           | 10 35                           | 10 45                           | 15 30                           | 00 45                           | 00h                             |                                 | 00x                             |
| Sábados laborables, domingos y festivos                                                                     |                                 |                                 |                                 |                                 |                                 |                                 |                                 |                                 |                                 |                                 |                                 |                                 |                                 |                                 |                                 |                                 |                                 |                                 |                                 |                                 |                                 |                                 |                                 |                                 |                                 |                                 |                                 |                                 |                                 |                                 |                                 |                                 |                                 |                                 |                                 |                                 |                                 |
| Madrid (Moncloa) > Torrelodones                                                                             | Madrid (Moncloa) > Torrelodones | Madrid (Moncloa) > Torrelodones | Madrid (Moncloa) > Torrelodones | Madrid (Moncloa) > Torrelodones | Madrid (Moncloa) > Torrelodones | Madrid (Moncloa) > Torrelodones | Madrid (Moncloa) > Torrelodones | Madrid (Moncloa) > Torrelodones | Madrid (Moncloa) > Torrelodones | Madrid (Moncloa) > Torrelodones | Madrid (Moncloa) > Torrelodones | Madrid (Moncloa) > Torrelodones | Madrid (Moncloa) > Torrelodones | Madrid (Moncloa) > Torrelodones | Madrid (Moncloa) > Torrelodones | Madrid (Moncloa) > Torrelodones | Madrid (Moncloa) > Torrelodones | Madrid (Moncloa) > Torrelodones | Torrelodones > Madrid (Moncloa) | Torrelodones > Madrid (Moncloa) | Torrelodones > Madrid (Moncloa) | Torrelodones > Madrid (Moncloa) | Torrelodones > Madrid (Moncloa) | Torrelodones > Madrid (Moncloa) | Torrelodones > Madrid (Moncloa) | Torrelodones > Madrid (Moncloa) | Torrelodones > Madrid (Moncloa) | Torrelodones > Madrid (Moncloa) | Torrelodones > Madrid (Moncloa) | Torrelodones > Madrid (Moncloa) | Torrelodones > Madrid (Moncloa) | Torrelodones > Madrid (Moncloa) | Torrelodones > Madrid (Moncloa) | Torrelodones > Madrid (Moncloa) | Torrelodones > Madrid (Moncloa) | Torrelodones > Madrid (Moncloa) | Torrelodones > Madrid (Moncloa) |
| 06 | 07                              | 08                              | 09                              | 10                              | 11                              | 12                              | 13                              | 14                              | 15                              | 16                              | 17                              | 18                              | 19                              | 20                              | 21                              | 22                              | 23                              | 00                              | 06                              | 07                              | 08                              | 09                              | 10                              | 11                              | 12                              | 13                              | 14                              | 15                              | 16                              | 17                              | 18                              | 19                              | 20                              | 21                              | 22                              | 23                              | 00                              |
| |                                 | 00 30                           | 00 30                           | 00 30                           |                                 | 00 30                           | 00 30                           | 00 30                           | 00 30                           | 00 30                           | 00 30                           | 00 30                           | 00 30                           | 00 30                           | 00 30                           | 15 45                           |                                 |                                 |                                 | 15 45                           | 15 45                           | 15 45                           |                                 | 15 45                           | 15 45                           | 15 45                           | 15 45                           | 15 45                           | 15 45                           | 15 45                           | 15 45                           | 15 45                           | 15 45                           | 30                              | 00h                             |                                 |                                 |
| x Desde/hasta el paseo de Moret (Madrid) c - Hasta/desde la urb. Las Colinas h Por Hospital de Torrelodones |                                 |                                 |                                 |                                 |                                 |                                 |                                 |                                 |                                 |                                 |                                 |                                 |                                 |                                 |                                 |                                 |                                 |                                 |                                 |                                 |                                 |                                 |                                 |                                 |                                 |                                 |                                 |                                 |                                 |                                 |                                 |                                 |                                 |                                 |                                 |                                 |                                 |

### 1 - 31 agosto
| Lunes a viernes laborables                                                                                  |                                 |                                 |                                 |                                 |                                 |                                 |                                 |                                 |                                 |                                 |                                 |                                 |                                 |                                 |                                 |                                 |                                 |                                 |                                 |                                 |                                 |                                 |                                 |                                 |                                 |                                 |                                 |                                 |                                 |                                 |                                 |                                 |                                 |                                 |                                 |                                 |                                 |
| Madrid (Moncloa) > Torrelodones                                                                             | Madrid (Moncloa) > Torrelodones | Madrid (Moncloa) > Torrelodones | Madrid (Moncloa) > Torrelodones | Madrid (Moncloa) > Torrelodones | Madrid (Moncloa) > Torrelodones | Madrid (Moncloa) > Torrelodones | Madrid (Moncloa) > Torrelodones | Madrid (Moncloa) > Torrelodones | Madrid (Moncloa) > Torrelodones | Madrid (Moncloa) > Torrelodones | Madrid (Moncloa) > Torrelodones | Madrid (Moncloa) > Torrelodones | Madrid (Moncloa) > Torrelodones | Madrid (Moncloa) > Torrelodones | Madrid (Moncloa) > Torrelodones | Madrid (Moncloa) > Torrelodones | Madrid (Moncloa) > Torrelodones | Madrid (Moncloa) > Torrelodones | Torrelodones > Madrid (Moncloa) | Torrelodones > Madrid (Moncloa) | Torrelodones > Madrid (Moncloa) | Torrelodones > Madrid (Moncloa) | Torrelodones > Madrid (Moncloa) | Torrelodones > Madrid (Moncloa) | Torrelodones > Madrid (Moncloa) | Torrelodones > Madrid (Moncloa) | Torrelodones > Madrid (Moncloa) | Torrelodones > Madrid (Moncloa) | Torrelodones > Madrid (Moncloa) | Torrelodones > Madrid (Moncloa) | Torrelodones > Madrid (Moncloa) | Torrelodones > Madrid (Moncloa) | Torrelodones > Madrid (Moncloa) | Torrelodones > Madrid (Moncloa) | Torrelodones > Madrid (Moncloa) | Torrelodones > Madrid (Moncloa) | Torrelodones > Madrid (Moncloa) |
| 06 | 07                              | 08                              | 09                              | 10                              | 11                              | 12                              | 13                              | 14                              | 15                              | 16                              | 17                              | 18                              | 19                              | 20                              | 21                              | 22                              | 23                              | 00                              | 06                              | 07                              | 08                              | 09                              | 10                              | 11                              | 12                              | 13                              | 14                              | 15                              | 16                              | 17                              | 18                              | 19                              | 20                              | 21                              | 22                              | 23                              | 00                              |
| 55c | 20 45                           | 35 45                           | 15 50                           | 05 35                           | 25 55                           | 25 55                           | 25 55                           | 25c 55                          | 25                              | 30                              | 25                              | 25                              | 00 25                           | 00 30                           | 30                              | 40                              | 25                              |                                 | 00 30                           | 00 45c                          | 10 30                           | 20 55                           | 45                              | 15 45                           | 15 45                           | 15 40                           | 10 40                           | 45                              | 40                              | 40                              | 10 35                           | 10 45                           | 45                              |                                 | 00h 45                          |                                 |                                 |
| Sábados laborables, domingos y festivos                                                                     |                                 |                                 |                                 |                                 |                                 |                                 |                                 |                                 |                                 |                                 |                                 |                                 |                                 |                                 |                                 |                                 |                                 |                                 |                                 |                                 |                                 |                                 |                                 |                                 |                                 |                                 |                                 |                                 |                                 |                                 |                                 |                                 |                                 |                                 |                                 |                                 |                                 |
| Madrid (Moncloa) > Torrelodones                                                                             | Madrid (Moncloa) > Torrelodones | Madrid (Moncloa) > Torrelodones | Madrid (Moncloa) > Torrelodones | Madrid (Moncloa) > Torrelodones | Madrid (Moncloa) > Torrelodones | Madrid (Moncloa) > Torrelodones | Madrid (Moncloa) > Torrelodones | Madrid (Moncloa) > Torrelodones | Madrid (Moncloa) > Torrelodones | Madrid (Moncloa) > Torrelodones | Madrid (Moncloa) > Torrelodones | Madrid (Moncloa) > Torrelodones | Madrid (Moncloa) > Torrelodones | Madrid (Moncloa) > Torrelodones | Madrid (Moncloa) > Torrelodones | Madrid (Moncloa) > Torrelodones | Madrid (Moncloa) > Torrelodones | Madrid (Moncloa) > Torrelodones | Torrelodones > Madrid (Moncloa) | Torrelodones > Madrid (Moncloa) | Torrelodones > Madrid (Moncloa) | Torrelodones > Madrid (Moncloa) | Torrelodones > Madrid (Moncloa) | Torrelodones > Madrid (Moncloa) | Torrelodones > Madrid (Moncloa) | Torrelodones > Madrid (Moncloa) | Torrelodones > Madrid (Moncloa) | Torrelodones > Madrid (Moncloa) | Torrelodones > Madrid (Moncloa) | Torrelodones > Madrid (Moncloa) | Torrelodones > Madrid (Moncloa) | Torrelodones > Madrid (Moncloa) | Torrelodones > Madrid (Moncloa) | Torrelodones > Madrid (Moncloa) | Torrelodones > Madrid (Moncloa) | Torrelodones > Madrid (Moncloa) | Torrelodones > Madrid (Moncloa) |
| 06 | 07                              | 08                              | 09                              | 10                              | 11                              | 12                              | 13                              | 14                              | 15                              | 16                              | 17                              | 18                              | 19                              | 20                              | 21                              | 22                              | 23                              | 00                              | 06                              | 07                              | 08                              | 09                              | 10                              | 11                              | 12                              | 13                              | 14                              | 15                              | 16                              | 17                              | 18                              | 19                              | 20                              | 21                              | 22                              | 23                              | 00                              |
| |                                 | 00 30                           | 00 30                           | 00 30                           |                                 | 00 30                           | 00 30                           | 00 30                           | 00 30                           | 00 30                           | 00 30                           | 00 30                           | 00 30                           | 00 30                           | 00 30                           | 15 45                           |                                 |                                 |                                 | 15 45                           | 15 45                           | 15 45                           |                                 | 15 45                           | 15 45                           | 15 45                           | 15 45                           | 15 45                           | 15 45                           | 15 45                           | 15 45                           | 15 45                           | 15 45                           | 30                              | 00h                             |                                 |                                 |
| x Desde/hasta el paseo de Moret (Madrid) c - Hasta/desde la urb. Las Colinas h Por Hospital de Torrelodones |                                 |                                 |                                 |                                 |                                 |                                 |                                 |                                 |                                 |                                 |                                 |                                 |                                 |                                 |                                 |                                 |                                 |                                 |                                 |                                 |                                 |                                 |                                 |                                 |                                 |                                 |                                 |                                 |                                 |                                 |                                 |                                 |                                 |                                 |                                 |                                 |                                 |

## Recorrido y paradas

### Sentido Torrelodones
La línea inicia su recorrido en el intercambiador de Moncloa, isla 2, dársena nº 29. Desde allí, continúa por la Autopista de La Coruña (A-6), desviándose por la salida nº 29. A continuación, sigue por la calle Camino de Valladolid, la avenida de la Dehesa, la calle Mar Rojo, la calle Enebro, la avenida de los Robles y la calle Álamo.
| Código                                                                                       | Parada                                     | Común con                           | Conexiones con Metro y Cercanías | Municipio          | Zona |
| -------------------------------------------------------------------------------------------- | ------------------------------------------ | ----------------------------------- | -------------------------------- | ------------------ | ---- |
| Terminal diurna de la línea                                                                  |                                            |                                     |                                  |                    |      |
| 17480                                                                                        | Intercambiador de Moncloa (dársena 29)     | 611 611A                            | Moncloa                          | Madrid             |      |
| Terminal nocturna de la línea                                                                |                                            |                                     |                                  |                    |      |
| 15525                                                                                        | Moncloa (Paseo de Moret)                   | 611 632 684 691 N602 N604 N904 N905 | Moncloa                          | Madrid             |      |
| Paradas del itinerario común                                                                 |                                            |                                     |                                  |                    |      |
| 20035                                                                                        | Ctra. A-6 - C.C. Espacio Torrelodones      | 611 611A 633 685                    |                                  | Torrelodones       |      |
| 06032                                                                                        | Camino Valladolid - P.º Joaquín R. Jiménez | 611 613 631 635 685 1 4 5           |                                  | Torrelodones       |      |
| 06034                                                                                        | Camino Valladolid - Iglesia                | 611 631 635 685 1 4 5               |                                  | Torrelodones       |      |
| 15972                                                                                        | Camino Valladolid - M. López Villaseñor    | 610 611 631 635 685                 |                                  | Torrelodones       |      |
| 10705                                                                                        | Av. Dehesa - Polideportivo                 | 610 1 2 4 5                         |                                  | Torrelodones       |      |
| 10706                                                                                        | Av. Dehesa - Instituto                     | 610 1 2 4 5                         |                                  | Torrelodones       |      |
| 10707                                                                                        | Av. Dehesa - Centro de Salud               | 610 1 2 4 5                         |                                  | Torrelodones       |      |
| 15526                                                                                        | Mar Rojo - Av. Dehesa                      | 2                                   |                                  | Torrelodones       |      |
| 19247                                                                                        | Av. Robles - Urb. Monte Los Ángeles        | 2                                   |                                  | Torrelodones       |      |
| 19246                                                                                        | Av. Robles - Cedro                         | 2                                   |                                  | Torrelodones       |      |
| 19245                                                                                        | Av. Robles - Centro Geriátrico             | 2                                   |                                  | Torrelodones       |      |
| 16208                                                                                        | Álamo - Residencia                         | 2                                   |                                  | Torrelodones       |      |
| Las expediciones con destino la urbanización Parque Las Colinas realizan la siguiente parada |                                            |                                     |                                  |                    |      |
| 06046                                                                                        | Urb. Parque Las Colinas                    | 610 611 611A                        |                                  | Hoyo de Manzanares |      |

### Sentido Madrid (Moncloa)
Desde la calle Álamo, la línea regresa por la avenida de los Robles, la calle Mar Rojo y la avenida de la Dehesa. Posteriormente, circula por la vía de servicio de la A-6 y la calle Huertos, hasta incorporarse nuevamente a la calle Camino de Valladolid. A partir de este punto, el recorrido se realiza en sentido contrario al de la ida.
NOTA: Las paradas sombreadas en azul se realizan cuando circula por el lateral de la A-6.
| Código                                                                                         | Parada                                     | Común con                             | Conexiones con Metro y Cercanías | Municipio          | Zona |
| ---------------------------------------------------------------------------------------------- | ------------------------------------------ | ------------------------------------- | -------------------------------- | ------------------ | ---- |
| Las expediciones con inicio en la urbanización Parque Las Colinas realizan la siguiente parada |                                            |                                       |                                  |                    |      |
| 06046                                                                                          | Urb. Parque Las Colinas                    | 610 611 611A                          |                                  | Hoyo de Manzanares |      |
| Paradas del itinerario común                                                                   |                                            |                                       |                                  |                    |      |
| 16208                                                                                          | Álamo - Residencia                         | 2                                     |                                  | Torrelodones       |      |
| 10714                                                                                          | Av. Robles - Cedro                         | 2                                     |                                  | Torrelodones       |      |
| 15529                                                                                          | Av. Robles - Urb. Monte Los Ángeles        | 2                                     |                                  | Torrelodones       |      |
| 15527                                                                                          | Mar Rojo - Av. Dehesa                      | 2                                     |                                  | Torrelodones       |      |
| 10724                                                                                          | Av. Dehesa - Centro de Salud               | 610 2                                 |                                  | Torrelodones       |      |
| 10725                                                                                          | Av. Dehesa - Instituto                     | 610 631 1 2 4 5                       |                                  | Torrelodones       |      |
| 09104                                                                                          | Pza. José Mª Unceta - Polideportivo        | 610 631 1 2 4 5                       |                                  | Torrelodones       |      |
| 06096                                                                                          | Huertos - Camino Valladolid                | 610 611 613 685                       |                                  | Torrelodones       |      |
| 08413                                                                                          | Camino Valladolid - P.º Joaquín R. Jiménez | 611 613 685 1 4 5                     |                                  | Torrelodones       |      |
| Las expediciones con paso por el Hospital de Torrelodones realizan la siguiente parada         |                                            |                                       |                                  |                    |      |
| 13142                                                                                          | Av. Castillo Olivares - Hotel              | 613 686 686A 1                        |                                  | Torrelodones       |      |
| Paradas del itinerario común                                                                   |                                            |                                       |                                  |                    |      |
| 17244                                                                                          | Pza. Abasto - C.C. Espacio Torrelodones    | 611 611A 613 633 685 686 686A 1       |                                  | Torrelodones       |      |
| 23                                                                                             | Estadística - Geografía e Historia         | Autobuses interurbanos del Corredor 6 |                                  | Madrid             |      |
| 1333                                                                                           | Escuela Agronómica                         | Autobuses interurbanos del Corredor 6 |                                  | Madrid             |      |
| Terminal diurna de la línea                                                                    |                                            |                                       |                                  |                    |      |
| 17480                                                                                          | Intercambiador de Moncloa (dársena 29)     | 611 611A                              | Moncloa                          | Madrid             |      |
| Terminal nocturna de la línea                                                                  |                                            |                                       |                                  |                    |      |
| 15525                                                                                          | Moncloa (Paseo de Moret)                   | 611 632 684 691 N602 N604 N904 N905   | Moncloa                          | Madrid             |      |

## Galería de imágenes

Mapa de la distribución de dársenas del intercambiador de Moncloa con la distribución de cabeceras de las líneas de autobuses, entre las que aparece la línea 612.